# Apple A17
L'Apple A17 Pro és un sistema basat en ARM de 64 bits en un xip (SoC) dissenyat per Apple Inc. i fabricat per TSMC. Només s'utilitza als models iPhone 15 Pro i iPhone 15 Pro Max.

## Disseny
L'Apple A17 Pro inclou una CPU de sis nuclis de 64 bits dissenyada per Apple amb dos nuclis d'alt rendiment que funcionen a 3,78 GHz i quatre nuclis d'eficiència energètica que funcionen a 2,11 GHz. Apple va afirmar que els nous nuclis d'alt rendiment són un 10% més ràpids a causa de la seva predicció millorada de branques i motors de descodificació i execució més amplis. I els nous nuclis eficients energèticament són més ràpids i 3 vegades més eficients que la competència.
L'A17 Pro integra una nova GPU de sis nuclis dissenyada per Apple, que Apple afirma que és un 20% més ràpida i el seu redisseny més gran de la història de les GPU d'Apple, amb un traçat de raigs accelerat per maquinari i suport d'ombrejat de malla. El motor neural de 16 nuclis ara és capaç de fer 35 bilions d'operacions per segon. L'A17 Pro també va afegir suport per a la descodificació AV1 i USB 3.2 Gen 2 (est. fins a 10 Gbps / 1,25 GBps). L'A17 Pro conté 19.000 milions de transistors, un augment del 19% respecte al recompte de 16.000 milions de transistors de l'A16, i està fabricat per TSMC en el seu procés N3B de 3 nm.

## Productes que inclouen l'Apple A17 Pro
- iPhone 15 Pro i 15 Pro Max